# 郭浩然
郭浩然（1993年4月5日—），中国男配音演员。毕业于吉林艺术学院播音主持专业影视配音方向。现为配音团队729声工场成员。

## 电视剧
2014年
- 《武媚娘传奇》 李忠 （张轩铭 饰）
- 《镖门》 六子 （赵冉 饰）
- 《拐个皇帝回现代》 慕容熙 （张超栋 饰）

2015年
- 《秦时明月》 胡亥 （姚一奇 饰）
- 《班淑传奇》 安平 （康磊 饰）
- 《花火》 彭博纳 （黄阅 饰）
- 《灵魂摆渡2》 卢笛 （邱辉 饰）
- 《琅琊榜》 灰鷂 （张震 饰）

2016年
- 《女医明妃传》 蒙多 （左金珠 饰）
- 《青云志》 普空 （刘波 饰）
- 《幻城》 辽溅 （刘冬沁 饰）
- 《飞刀又见飞刀》 韩峻 （张庆庆 饰）
- 《苏染染追夫记》 岳峰 （方帅 饰）、苏亦 （张晓东 饰）
- 《又拐个皇帝回现代》 鳄鱼 （张庆庆 饰）
- 《校花的贴身高手》 司徒煚 （柴浩伟 饰）
- 《灵魂摆渡3》 周影 （魏子扬 饰）
- 《器灵》 白天洛 （王博文 饰）

2017年
- 《孤芳不自赏》 则尹 （亓航 饰）
- 《军师联盟》 曹真 （章贺 饰）
- 《那片星空那片海》 周不闻 （隋咏良 饰）
- 《择天记》 辛教士 （白翔 饰）
- 《思美人》 蒙远 （刘杰 饰）、招远 （俞庆 饰）
- 《龙珠传奇》 叶明章 （修庆 饰）
- 《剃刀边缘》 刘闯 （张念骅 饰）
- 《云巅之上》 今日导演 （周德华 饰）
- 《很纯很暧昧》 金刚 （时铭健 饰）
- 《琅琊榜之风起长林》 萧元启 （吴昊宸 饰）[3]

2018年
- 《凤囚凰》 刘彧 （刘恩尚 饰）
- 《扶摇》宗越 （赖艺 饰）
- 《古剑奇谭二》 风琊 （吴得心 饰）
- 《芸汐传》 楚西风 （赵毅新 饰）
- 《山海伏魔之追月》 逢蒙 （魏峰 饰）
- 《天乩之白蛇传说》 天帝 （劉學義 饰）
- 《回到明朝当王爷之杨凌传》 伍汉超 （张思帆 饰）

## 动画
2015年
- 《黑白无双》 白龙
- 《西游记的故事2》 沙僧
- 《拖拉机司机》 沙无净

2016年
- 《狐妖小红娘》 涂山美美、青龙、左使、白板、毒熊貓、李去濁、沐天城二城主[4]
- 《一课一练》 林景炫
- 《超神学院之黑甲》 安德烈、渊离
- 《图腾领域》 黑坨坨[5]
- 《侍灵演武》 无名
- 《魔晶猎人》 卡夫
- 《诸神的紫菜包饭》 孙悟空

2017年
- 《全职高手》 夜度寒潭
- 《银之守墓人》 林古
- 《东郭小节》 东郭子卿
- 《降灵记》 殷禄
- 《少年锦衣卫》 戚承光、丸子
- 《雄兵连》 风雷
- 《万古仙穹》 林冲
- 《枪神记》 戴蒙
- 《一人之下》（第二季） 铁马骝
- 《剑王朝》（第二季） 陈墨离

2018年
- 《我的逆天神器》葉輝
- 《魔道祖师》 江澄[6]

2020年
- 《大王不高興》小黑（無救）、二郎
- 《我開動物園那些年》王律師
- 《大王不高興第二季》小黑（無救）
- 《一念永恆》張大胖、李青候
- 《廚神小當家》顏先

2021年
- 《兩不疑》徐崢
- 《大王饒命》梁澈
- 《冰火魔廚》龍智、希拉德

## 游戏

### 单机游戏
- 《真三国无双8》吕蒙、徐庶[7]

### 手机游戏
- 《大话西游》逍遥生
- 《仙剑奇侠传online》韩医仙、林忠
- 《仙剑奇侠传五》掌柜
- 《天龙八部》鸠摩智、苏星河
- 《三国志2017》贾诩、张郃
- 《刀剑斗神传》王镇武
- 《择天记》辛教士
- 《狐妖小红娘》涂山美美
- 《自由幻想》 裴大师
- 《食物語》 帶把肘子、東坡肉、西鳳酒、太史五龍羹
- 《掌門太忙》 淵仲秋

## 广播剧
2015年
- 《芈月传》 嬴荡、唐遂

2017年
- 《相见欢》 郎俊侠
- 《杀破狼》 沈易、连巍

2018年
- 《不死者》 周戎
- 《帝王攻略》 向冽
- 《默读》陶然

2019年
- 《入睡指南》彭哲非

2020年
- 《將進酒》奚鴻軒

2022年
- 《娘娘腔》邵群
- 《吞海》林征